# Pleuretra reticulata
Pleuretra reticulata is een raderdiertjessoort uit de familie Philodinidae. De wetenschappelijke naam van deze soort is voor het eerst geldig gepubliceerd in 1916 door Milne.